# 海南假脉蕨
海南假脉蕨（学名：Crepidomanes hainanense），为膜蕨科假脈蕨属下的一个植物种。